# Щекурья (река)
Щекурья (устар. Щекурь-Я) — река в Берёзовском районе Ханты-Мансийского автономного округа России. Исток находится на восточном склоне  Приполярного Урала. Слиянием с рекой Хулгой образует реку Ляпин в 151 км от её устья. Длина реки — 108 км, площадь водосборного бассейна — 5350 км². Высота устья — 17,9 м над уровнем моря.

## Притоки
- 3 км: Ятрия
- 7 км: Полья
- 49 км: Тарыгъя
- 59 км: Хартес
- 65 км: Пуйва
- 78 км: Олений
- 93 км: Кобыла-Ю
- Шайтанка

## Гидрология
По данным наблюдений с 1972 по 1993 год среднегодовой расход воды в районе деревни Щекурья (1 км от устья) составляет 32,2 м³/с.
| Средний расход воды (м³/с) реки Щекурья по месяцам с 1972 по 1993 гг. (замеры производились на гидрологическом посту в районе деревни Щекурья в 1 км от устья) |

## Данные водного реестра
По данным государственного водного реестра России и геоинформационной системы водохозяйственного районирования территории РФ, подготовленной Федеральным агентством водных ресурсов:
- Бассейновый округ — Нижнеобский
- Речной бассейн — (Нижняя) Обь от впадения Иртыша
- Речной подбассейн — Северная Сосьва
- Водохозяйственный участок — Северная Сосьва.